# Eugenio de Llaguno y Amírola
Eugenio de Llaguno y Amírola (Menagaray, Álava, 15 de octubre de 1724-Madrid, 10 de febrero de 1799) fue un escritor y político español.

## Biografía
Nació el 15 de octubre de 1724 «en la casa que llaman de Llaguno» del barrio de Mendieta de Menagaray, en Ayala (Álava). Su madre, doña Francisca de Amírola y su padre, Juan Andrés de Llaguno Fernández de Jauregi, constructor de iglesias (San Román de Oquendo, Quejana y Luyando, en Álava) tuvieron siete hijos. Hacia el año 1743 se encontraba en Madrid bajo la tutela de su tío Agustín de Montiano y Luyando, director de la Real Academia de la Historia y secretario de la Cámara de Castilla.
Fue oficial de la Secretaría de Cámara y Estado de Castilla de Gracia y Justicia durante el reinado de Carlos III. Fue, además, alcalde de Menagaray en 1754, y fue condecorado como caballero de la Orden de Santiago en 1758. En 1764 encargó al pintor Ginés Andrés de Aguirre un lienzo sobre San Pedro curando al cojo, que hoy cuelga del retablo principal de la iglesia de San Pedro de Menagaray. Este mismo pintor realizó un retrato de Eugenio de Llaguno en 1765.
Trabajó también durante el reinado de Carlos IV como «tutor político» desde 1792 de Manuel Godoy, debido a su sobrada experiencia en la materia.
Caballero de la Orden de Santiago (1758), Ministro Rey de Armas de la Insigne Orden del Toisón de Oro (1781), Secretario del Consejo de Estado y de la Suprema Junta de Estado (1787), Ministro de Gracia y Justicia (1794-1797), Miembro de la Orden de Carlos III (1795), Consejero del Supremo Consejo de Estado (1797).
La provincia de Álava le nombró Diputado General Honorario y Padre de la Provincia (1794), como agradecimiento a los servicios prestados a la misma.
Murió el 10 de febrero de 1799 en Madrid, víctima de una pulmonía, sin dejar descendencia.

## Aportación intelectual
Motivado por el arte y la cultura realizó diversos estudios literarios e investigaciones sobre el arte. Fue secretario de la Real Academia de la Historia y miembro de la Real Sociedad Bascongada de Amigos del País.
En 1775, descubrió el manuscrito del Cantar de mio Cid en el convento para monjas de Vivar, texto que anteriormente estuvo en el concejo de dicha localidad. En 1779, debido a sus altos cargos, pudo extraer el manuscrito del convento para que fuera publicado por el filólogo Tomás Antonio Sánchez en el tomo I de su Colección de poesías castellanas anteriores al siglo XV, editado ese mismo año. Cuando se terminó la edición, retuvo el manuscrito en su poder, que más tarde pasaría a posesión de sus herederos.
Además, tradujo al español la tragedia Atalía de Jean Racine y publicó una edición crítica de las Coplas a la muerte de su padre de Jorge Manrique en Madrid en 1775.
Como única obra suya redactó las Noticias de los arquitectos y arquitectura de España desde su Restauración, publicadas en 1829, treinta años tras su fallecimiento por su amigo, Juan Agustín Ceán Bermúdez, a quien había legado su manuscrito, y quien las publicó «ilustradas y acrecentadas con notas, adiciones y documentos».

## Aportación política
Igualmente fue un gran político y hombre de Estado, como lo demostró al ocupar diversos cargos políticos: oficial de la Secretaría de Cámara de Castilla de Gracia y Justicia, secretario en la primera Secretaría de Estado, ministro y consejero, y primer rey de armas de la Orden del Toisón de Oro.